# مايكل دانتي ديمارتينو
مايكل دانتي ديمارتينو (بالإنجليزية: Michael Dante DiMartino) (وُلد في 18 يوليو 1974 في شلبورن، الولايات المتحدة الأمريكية) هو مخرج للرسوم المتحركة أمريكي، وهو أيضاً مخرج منفذ ومؤلف قصة آفاتار أسطورة أنج على نكلوديون. درس في مدرسة التصميم رود ايلاند مع براين كونيزكو الذي أنشأ معه سلسلة أفاتار.

قبل أفاتار، عمل مايك لمدة 12 سنة في رومان فيلم للمساعدة في إنتاج ملك التل وأسرة جاي ومهمة هيل بالإضافة إلى إنتاجاته الخاصة به حب أتومك الذي فرز عدد كبير من الأصوات في المهرجانات السينمائية. يمكن النظر إلى التفاني في الذاكرة والده في الحلقة الأخيرة من أفاتار أخر مسخر هواء.

في 2010 مقابلة مع رئيس قناة نكلوديون سما زارجامي أكد أن مايكل دانتي ديمارتني وآفاتار آخر مسخر هواء الذي شارك فيه أيضاً براين كونيزكو أنهم يصنعون مسلسل جديد يُدعى أفاتار أسطورة كورا.

## وصلات خارجية
- مايكل دانتي ديمارتينو على موقع IMDb (الإنجليزية)
- مايكل دانتي ديمارتينو على موقع ألو سيني (الفرنسية)
- مايكل دانتي ديمارتينو على موقع قاعدة بيانات الأفلام السويدية (السويدية)
- مايكل دانتي ديمارتينو على موقع قاعدة بيانات الفيلم (الإنجليزية)
- مايكل دانتي ديمارتينو على موقع كينوبويسك (الروسية)
- مقابلة مع مايكل دي مارتيني في AvatarSpirit.Net
- الحساب الرسمي على تمبلر
- المدونة الرسمية